# Саль-д’Англь
Саль-д’Англь (фр. Salles-d'Angles) — коммуна во Франции, находится в регионе Пуату — Шаранта. Департамент — Шаранта. Входит в состав кантона Сегонзак. Округ коммуны — Коньяк.
Код INSEE коммуны — 16359.
Коммуна расположена приблизительно в 420 км к юго-западу от Парижа, в 120 км юго-западнее Пуатье, в 39 км к западу от Ангулема.

## Население
Население коммуны на 2008 год составляло 1086 человек.
| 1962 | 1968 | 1975 | 1982 | 1990 | 1999 | 2008 |
| ---- | ---- | ---- | ---- | ---- | ---- | ---- |
| 912  | 932  | 991  | 1119 | 1225 | 1127 | 1086 |

## Климат
Климат океанический. Ближайшая метеостанция находится в городе Коньяк.
| Показатель                        | Янв. | Фев. | Март | Апр. | Май  | Июнь | Июль | Авг. | Сен. | Окт. | Нояб. | Дек. | Год   |
| --------------------------------- | ---- | ---- | ---- | ---- | ---- | ---- | ---- | ---- | ---- | ---- | ----- | ---- | ----- |
| Средний суточный максимум, °C     | 8,7  | 10,5 | 13,1 | 15,9 | 19,5 | 23,1 | 26,1 | 25,4 | 23,1 | 18,5 | 12,4  | 9,2  | 17,7  |
| Средняя температура, °C           | 5,4  | 6,7  | 8,5  | 11,1 | 14,4 | 17,8 | 20,2 | 19,7 | 17,6 | 13,7 | 8,6   | 5,9  | 12,5  |
| Средний суточный минимум, °C      | 2,0  | 2,8  | 3,8  | 6,2  | 9,4  | 12,4 | 14,4 | 14,0 | 12,1 | 8,9  | 4,7   | 2,6  | 7,8   |
| Норма осадков, мм                 | 80,4 | 67,3 | 65,9 | 68,3 | 71,6 | 46,6 | 45,1 | 50,2 | 59,2 | 68,6 | 79,8  | 80,0 | 783,6 |
| Источник: Relevé météo des Cognac |      |      |      |      |      |      |      |      |      |      |       |      |       |

## Администрация
| Период | Период | Фамилия       | Партия | Примечания               |
| ------ | ------ | ------------- | ------ | ------------------------ |
| 1953   | 1971   | Андре Итье    |        |                          |
| 1971   | 1974   | Гастон Грегор |        |                          |
| 1974   | 1995   | Пьер Итье     |        | член генерального совета |
| 1995   | 2008   | Морис Картро  |        |                          |
| 2008   | 2014   | Робер Гийотон |        | винодел                  |

## Экономика
В 2007 году среди 657 человек в трудоспособном возрасте (15—64 лет) 471 были экономически активными, 186 — неактивными (показатель активности — 71,7 %, в 1999 году было 69,6 %). Из 471 активных работали 435 человек (240 мужчин и 195 женщин), безработных было 36 (14 мужчин и 22 женщины). Среди 186 неактивных 38 человек были учениками или студентами, 94 — пенсионерами, 54 были неактивными по другим причинам.

## Достопримечательности
- Приходская церковь Сен-Морис (XIII век). Исторический памятник с 1991 года[3]
- Дом приходского священника (XVIII век). Исторический памятник с 1991 года[4]
- Командорство тамплиеров ордена Св. Иоанна Иерусалимского (XII век)

## Фотогалерея

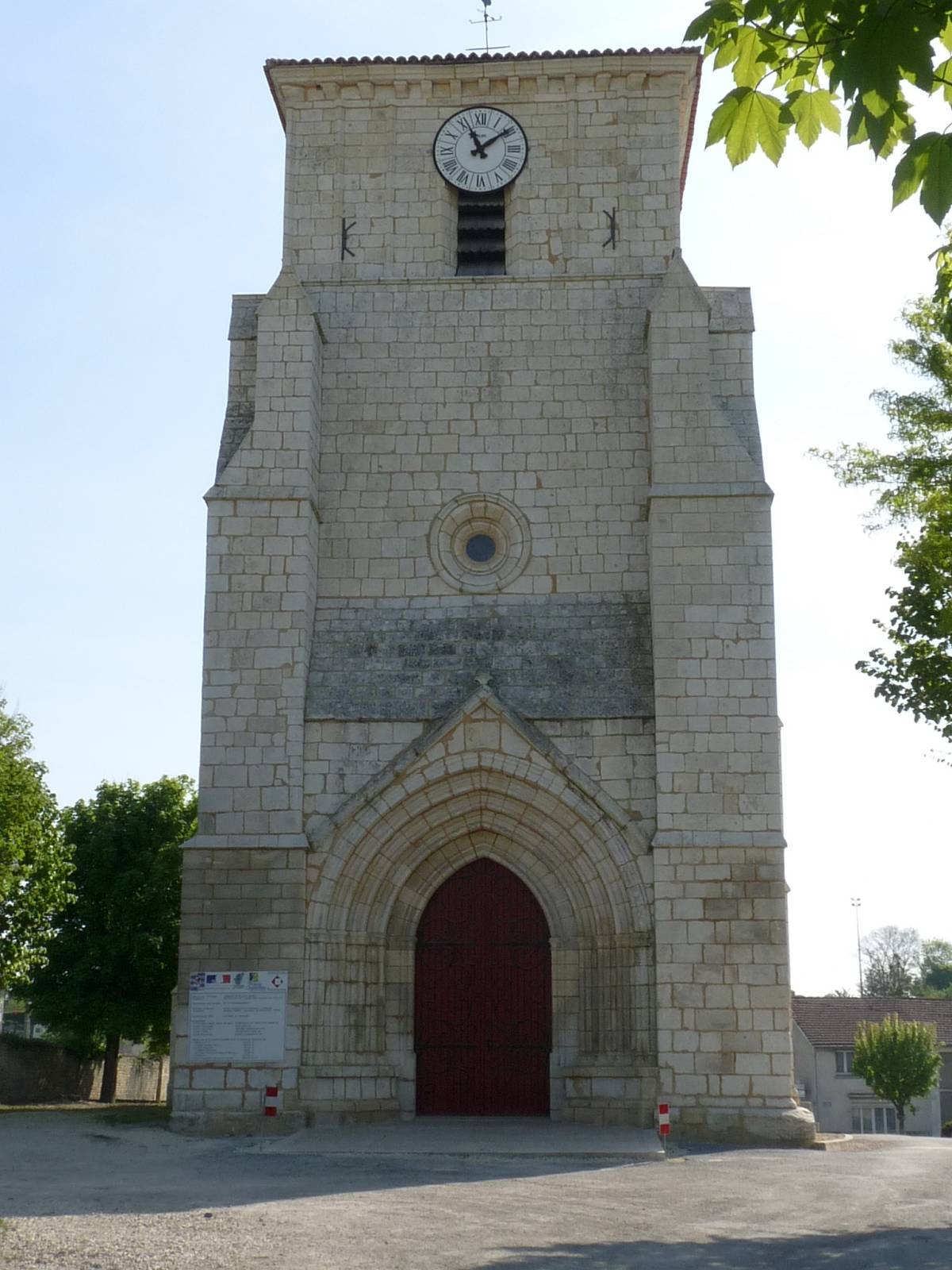
Церковь Сен-Морис
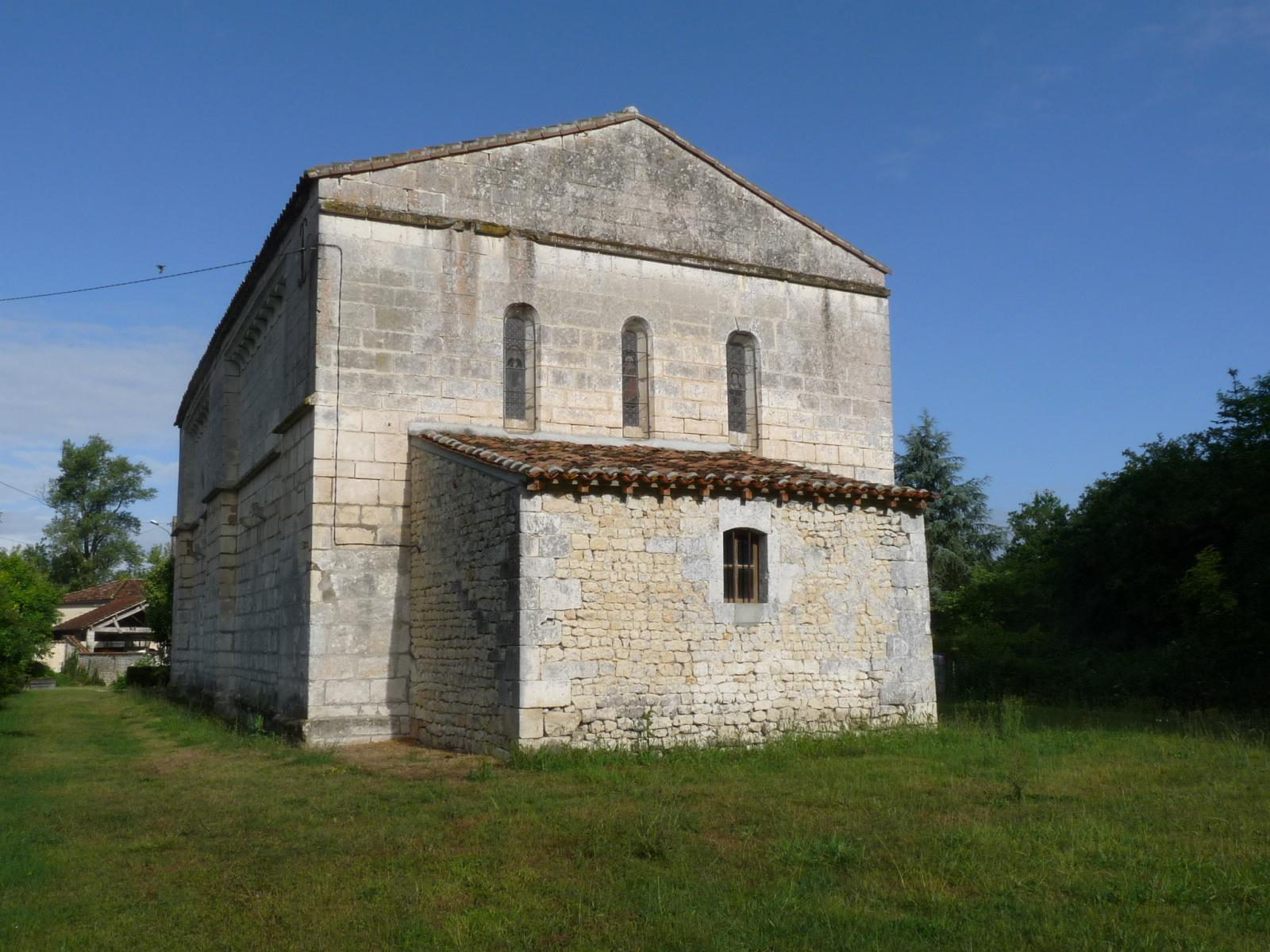
Командорство
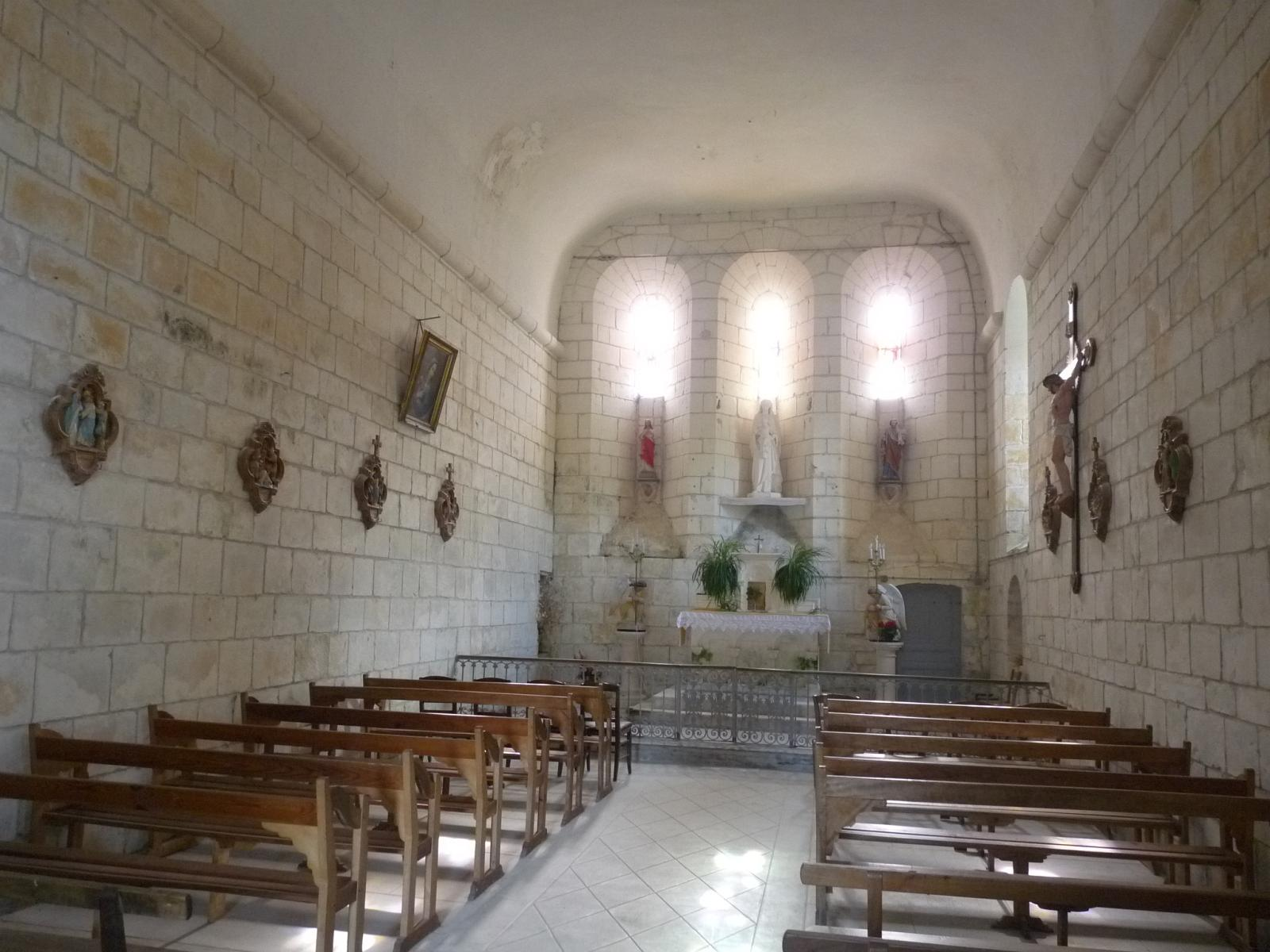
Интерьер командорства
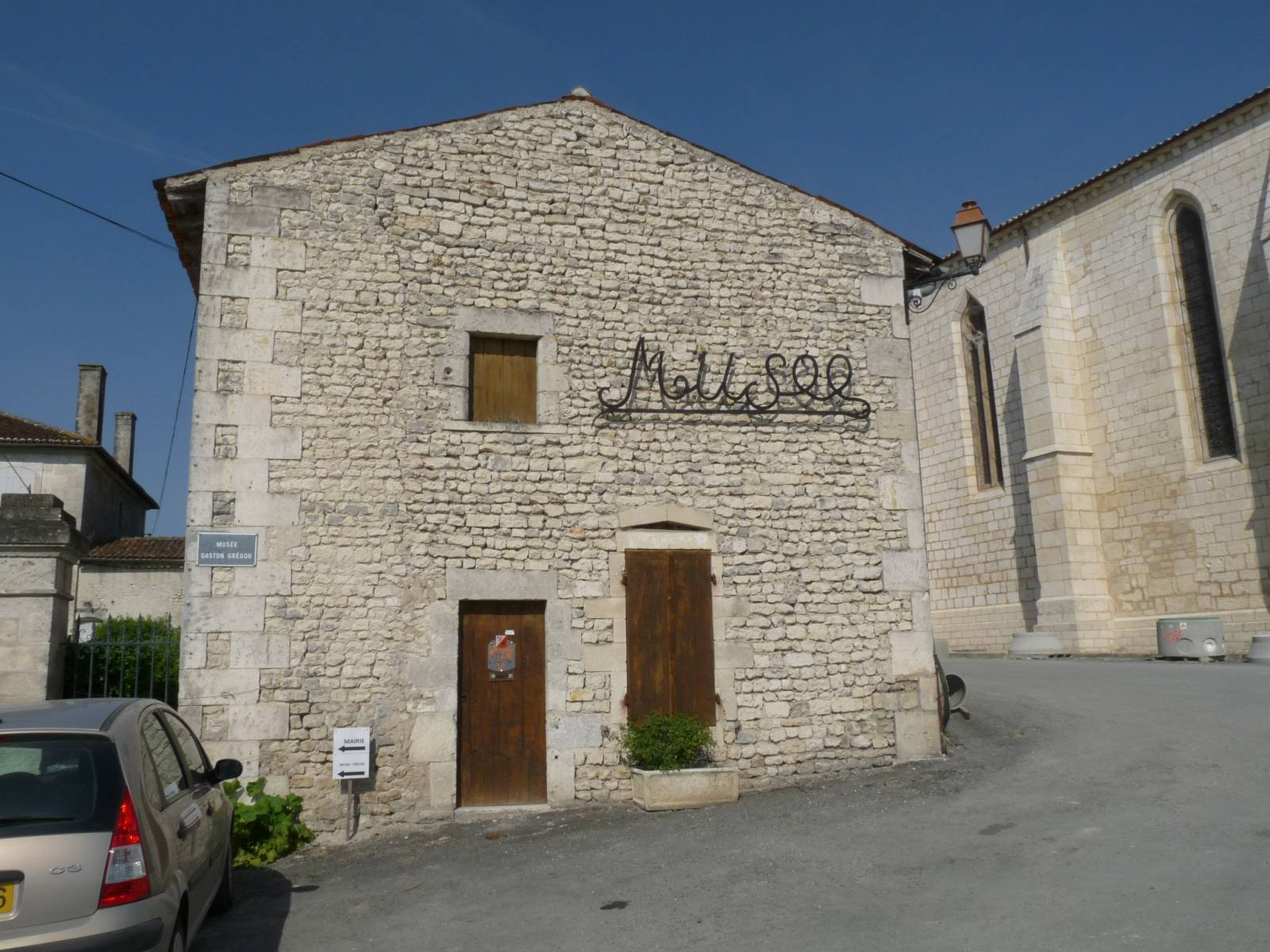
Музей
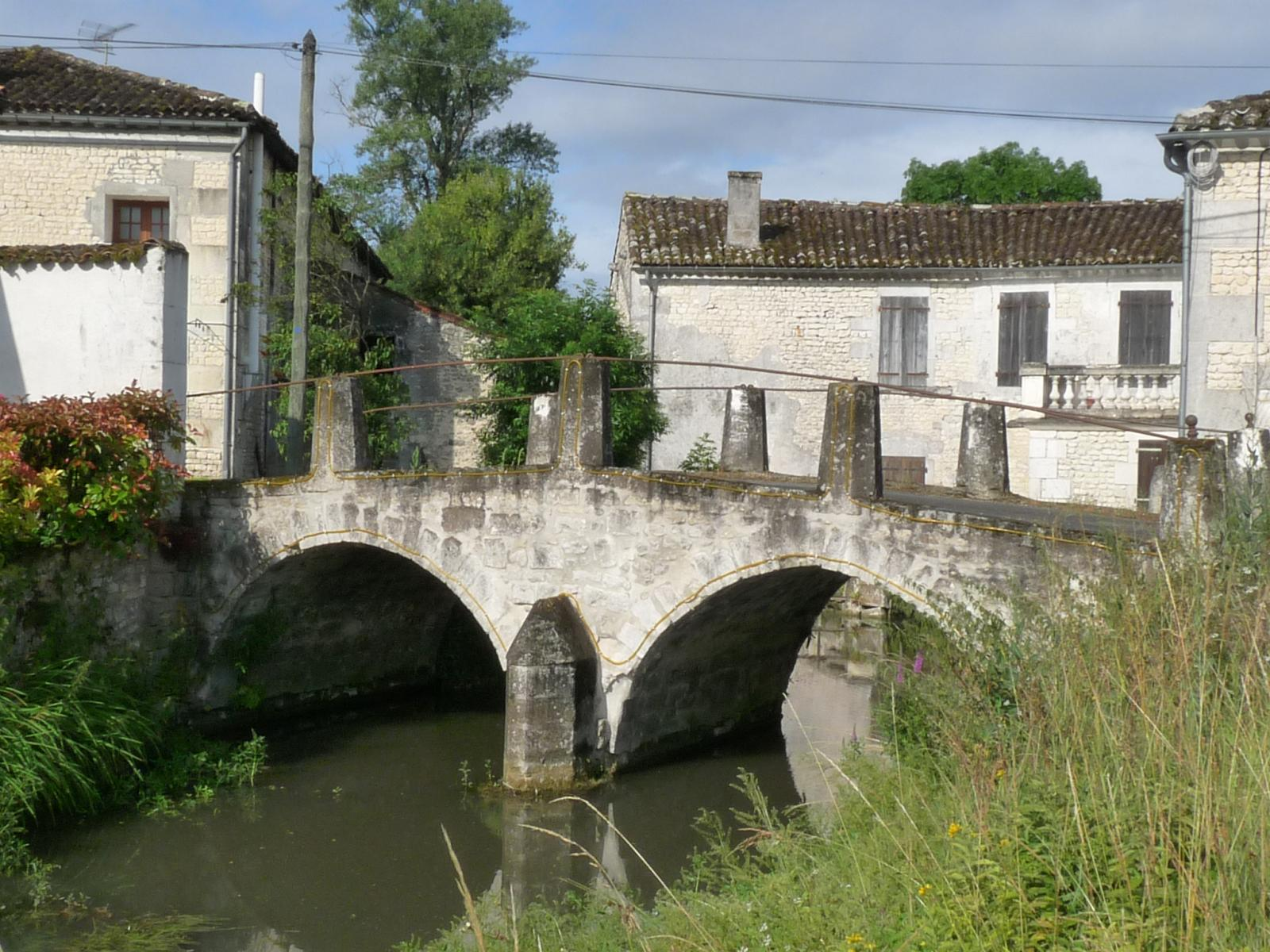
Мост